# Elisabetta Fiorini Mazzanti
Elisabetta Fiorini Mazzanti (* 3. Juni 1799 in Terracina; † 23. April 1879 in Rom) war eine italienische Botanikerin mit dem Spezialgebiet Kryptogamen, genauer Moose (Bryologie) und Algen.
Ihr botanisches Autorenkürzel lautet „Fior.-Mazz.“, in der Bryologie ist auch das Kürzel „F.-Mazz.“ in Gebrauch.

## Leben und Wirken
Fiorini verlor früh ihre Mutter, der Vater übernahm die Ausbildung des einzigen Kindes, in der Erwartung der zukünftig anstehenden administrativen Aufgaben, die einer Person ihres Standes übertragen werden konnten. Sie erhielt eine Bildung in der Geschichte, der Geographie, der Literatur und der Kunst, daneben wurde sie philologisch in Latein, Französisch, Englisch und Deutsch ausgebildet. In frühster Jugend entwickelte sie ein Interesse für Botanik, legte Pflanzensammlungen an und fand in Giambattista Brocchi (1772–1826) einen ersten Lehrer. Durch ihn kam sie in Kontakt mit anderen Koryphäen der damaligen Zeit wie Giuseppe De Notaris (1805–1877), Vincenzo Cesati (1806–1883), Pietro Savi (1811–1871), Antonio Targioni Tozzetti (1785–1856), Philip Barker Webb (1793–1854), Louis René Tulasne (1815–1885), Augustin-Pyrame de Candolle (1778–1841) und Wilhelm Philipp Schimper (1808–1880). Von de Notaris in Genua angeregt, veröffentlichte sie 1831 ihr Hauptwerk Specimen Bryologiae Romanae, das zehn Jahre später eine zweite Auflage erlebte.
Diese Publikation trug wesentlich dazu bei, dass das Studium der Moose in Italien neue Anregung erhielt. Später wendete sie sich fast ausschließlich der Untersuchung der Süßwasser-Algen zu, von denen sie einige Spezies neu entdeckte. Den Moosen blieb sie jedoch weiter verbunden, wie sich in ihrer letzten Arbeit, der kurz vor ihrem Tode erschienenen „Florula del Colosseo“, zeigt. Auch eine kleine Abhandlung aus dem Jahr 1874 verdeutlicht dies, die das neue Moos Hypnum formianum aus der Provinz Neapel beschrieb. Mazzanti war stets darauf bedacht, ihr Moosherbarium zu vergrößern, von verschiedenen Sammlern des Auslandes erhielt sie Sendungen und noch auf ihrem Krankenbett soll die letzte Gabe eines Freundes aus Deutschland, bestehend in Mauritius- und Ceylon-Moosen, nach den Mitteilungen ihrer Pflegetochter Ausrufe des Entzückens bei ihr hervorgerufen haben.
Im Jahr 1829 heiratete sie Luca Mazzanti, einen Juristen. 1842 verlor sie innerhalb eines Jahres ihren Mann, ihren Vater und ihre einzige Tochter, fand jedoch in Contessa Enrichetta Fiorini, der Nichte des verstorbenen Botanikers Ernesto Mauri, die sie an Kindesstatt angenommen und erzogen hatte, eine Pflegerin während der Krankheit ihrer letzten Lebensjahre. Die Gräfin lebte gewöhnlich in Rom, das sie nur während der Sommermonate verließ, um in ihrem Geburtsort Terracina zu wohnen. Noch 1874 besuchte sie vierundsiebzigjährig den botanischen Kongress in Florenz, wo sie, obwohl durch die Reise sehr angegriffen, persönliche Bekanntschaften mit einigen ausländischen, namentlich auch deutschen Botanikern pflegte.
Mazzanti unterhielt einen lebhaften Verkehr mit Gleichstrebenden und anerkannte auch die geringsten Leistungen Anderer auf dem Gebiete der Botanik. Sie war Mitglied verschiedener gelehrter Gesellschaften, wie der Königlichen Akademie der Wissenschaften von Turin, der Hochschule für Gartenbau in Brüssel, der Landwirtschaftlichen Akademie in Pesaro, der Akademie Tiberina von Rom, der Accademia economico-agraria dei Georgofili Florenz, der Päpstlichen Akademie, der Leopoldina und anderer.

## Werke
- Notizie sopra poche piante da aggiungersi al Prodromo della Fiera Romana. Qiorn. Arcadico. Rom 1823
- Appendice al Prodromo della Flora Romana.
- Specimen Bryologiae Romanae. Rom 1831, 1841.
- Sopra una nuova diatomea. Atti dell' Acc. dei Nuovi Lincei. 1856.
- Sopra due nuove alghe delle acque albule. Rom 1857.
- Sulla identità del Nostoc con il Collema. Rom 1857.
- Sunto di un rapporto del ch. sig. Montagne alla soc. imp. cent, di Agricoltura. Atti Acc. dei n. Lincei, 185
- De novis mycrophyceis. Atti Acc. dei n. Lincei, 1860.
- Rettificazione di una nuova diatomea. Atti Acc. dei n. Lincei, 1861.
- Oscillarina, delle miniere di Corneto. Commentario della Soc. critt. it. N. 3. Genua, 1862.
- Microfìce osservate nelle acque minerali di Terracina. Atti Acc. dei n. Lincei, 1863
- Osservazione sulla materia colorante della Calotrix, janthiphora e diagnosi di una nuova microfìcea. Atti Acc. dei n. Lincei, 1864.
- Sopra una nuova specie di almodictyon e aopra un singolare organiamo di alga unicellulare. Atti Acc. dei n. Lincei, 1865.
- Continuazione e fine delle Microficee delle acque minerali di Terracina. Atti Acc. dei n. Lincei, 1867.
- Sulla Cladophora viandrina del Kùtzing. Atti Acc. dei n. Lincei, 1868.
- Cenno sulla vegetazione della caduta delle Marmore in una rapida escursione di luglio. Atti Acc. dei n. Lincei, 1869.
- Nota critica sull anormalità di un organismo crittogamico. Atti Acc. dei n. Lincei, 1871.
- Sunto dell' opuaculo sulle ricerche anatomiche e fisioliche dei funghì dell' Ab. J. B. Carnoy. Atti Acc.dei n. Lincei, 1872.
- Sopra due nuove specie crittogamiche. Atti Acc. dei n. Lìncei, 1874.
- Fiorala del Colosseo. Atti Acc. dei n. Lincei, An. 1875–76—77—78.